# 中国科举制度
中國的科举制度是中国歷代的一项重要政治制度，对中国社会和文化产生了巨大影响，直接催生了不論門第、以考试產生的“士大夫”阶层。
公元587年，隋文帝廢除了魏晋南北朝的九品中正制，实行考试制度以选拔人才，奠定科举制度的蓝本。科举制度在唐朝發展成型，直到1905年被废除，持續了1300多年。如今中国現代社會的公務員選拔制度亦是從科舉制度演變而來。

## 歷史

### 科舉以前的人才制度
秦朝以前，中國社會採用分封制，選士也依靠世襲制度。西周時，天子以及諸侯分封天下。周禮之下，社會階級分明。管理國家由天子、諸侯、卿、士分級負責。而各階層按倫常，依照血緣世襲。到了东周，制度開始崩潰，於是有「客卿」、「食客」等制度以外的人材，為各國國君服務。
到了汉朝，分封制度逐渐被廢，皇帝中央集权得以加强。皇帝為管理國家，需要提拔民間人材。當時採用的是察举制，由各級地方推荐德才兼备的人材。由州推舉的稱為秀才，由郡推舉的稱為孝廉。察举制缺乏客觀的評選準則，虽有连坐制度，但后期逐渐出现地方官員徇私，所荐者不實的现象。若單純以是否考試來論定是否為科舉，漢代的察舉制則是最早經考試選拔人才的。而科舉僅是俗稱，隋初建此制正式名稱為貢舉，與漢代別無二致。若以自由報考排除門閥限制，則是由唐代開始。
魏文帝時，陈群創立九品中正制，由中央特定官員，按出身、品德等考核民間人才，分為九品錄用。兩晉、六朝時沿用此制。九品中正制是察举制的改良，主要分別是將察举之權，由地方官改由中央任命的官員負責。但是，這制度始終是由地方官選拔人才。魏晉時代，世族勢力強大，常影響中正官考核人才，後來甚至所憑準則僅限於門第出身。於是造成「上品無寒門、下品無世族」的現象。不但堵塞了民間人材，還讓世族得以把持朝廷人事，影響皇帝的權力。

### 隋唐
為了改革九品中正制，隋文帝於開皇七年（587年）命各州「歲貢三人」，應考「秀才」。隋煬帝在大業年間增設「進士」和「明經」兩項名目，為後世所沿襲，故一般認為隋朝是科舉制的開端。
隋代科舉沒有嚴格的選拔程序，多由皇帝下詔徵辟，由州郡薦舉，可說只是察舉制的修正。除進士、明經外，科目尚有賢良、孝悌、秀才等，大體沿襲前代察舉的名目。考試方法是試「策」，考生須加以解說或辯明，優良者「應對如響」。
造纸术和印刷术的发展成熟，为唐朝继承并发展这一制度奠定了基础。唐朝的科举分为常科与制科两类。常科每年举行，制科则是皇帝临时设置的科目。常科的考生有生徒和乡贡。常科名目很多，依据应举人的条件和考试内容分为秀才、明经、进士、明法、明书、明算等科。生徒是在國子監（国子学、弘文馆、崇文馆）、各地學館入學考試合格的學生。乡贡則是向州縣申請（投牒自舉），通過府試、州試得以參加尚書省考試的人，又稱舉人；考頭名的稱解元。通過朝庭尚書省的省試者稱為進士及第，考頭名的稱狀元，其餘分甲第和乙第。
唐朝初年，由吏部考功员外郎主持科举考试，开元二十四年（726年），以郎官地位太轻，改由礼部侍郎主持。唐代科举中最常见的科目是进士和明经。进士一般试帖经、杂文、策论，分别考记诵、辞章和政见时务。明经一般试帖经、经义、策论。所以进士和明经的区别主要在于辞章和经义。当时人重进士和轻明经。进士每年录取名额不过三十人，加上明经也只有百人左右。进士、明经等及第后，一般要守选数年，方可通过吏部铨选授官。
除了每年的常科考试外，还有临时不定期由皇帝亲自主持的科举考试，叫制科。唐代制科的科目见于记载的就有百种，如博学宏词科、文经邦国科、达于教化科、可以理人科等。参加制科的人不仅有白身，也包括有出身和官职的人。应试者可以由他人举荐，也可自荐。开元以后，全国参加制科的人“多则两千，少犹不减千人”，所以“所收百才有一”。考试以策论为主，也考经史和诗赋。录取后“文策高者，特赐与美官，其次与出身”。制举以开元时期为最盛，唐文宗太和以后則甚少举行。
武則天主政時，曾首創了由皇帝主持，覆核進士資格的殿試；和取武將的武科舉。但是，二者在唐朝時並未有成為定例。
唐代的科舉仍然留有一定的察舉制影子。例如：士子在應試前，流行把自己的作品呈送社會名流，希望名流能向主考推薦。叫作「行卷」。除了武則天主政的一段時間外，唐代的科舉沒有糊名（彌封）的習慣。考官在評卷時，考生的名聲往往是考慮因素之一。這樣做的原意跟舉察一樣，是希望可以兼顧人材在試場外的表現。但同時這亦無可避免造成了不公平，出現士子與考官之間的利益瓜葛。到了唐末吏治敗壞時，弊病更甚。
整個唐朝的科舉取士約一萬人。主要有秀才、明经和進士科。進士科考詩賦、時務策，以文章辭彩為標準。明經科則考士子對儒家經典的認識。唐代的宰相中，百份之八十是進士出身，可見科舉的成效。不過進士科一般較困難，因此有「三十老明經，五十少進士」一語。但科舉過後还要经吏部考试，合格者才能授予官职。同時科舉亦並非唐代政府招納人材的唯一方法，门荫入仕和杂色入流也是唐代重要的入仕途径。到了唐代後期，出身寒門由科舉入仕者漸多，與世族门荫入仕者形成兩大官僚派系集團，互相傾軋，史稱「牛李黨爭」。
唐朝的新科进士仅授予的官职远较后代进士低微。例如，唐朝秀才科上上第授正八品上官职，明经科的上上第授从八品下官职而进士、明法两科，甲第授从九品上；乙第只能当最小的官从九品下。著名诗人王维考中状元后当的太乐丞，就是从八品下的小官。因此，唐朝的科举类似于现代的基层公务员招考。

### 宋
宋代進一步改良了唐朝的科舉制度，確立了一套相當完整的體制。宋朝的科舉制度公平性大幅提升，許多大臣的子孫也未考上科舉，僅能擔任中低階官員，因此當時還產生「富貴不過三代」的俗語。
宋代改良科舉制度，其中重要原因是皇帝欲加強對取士過程的控制，減少考官及士子聯黨結派的可能。自宋太祖開寶六年起，取錄的進士一律要經過由皇帝親自主持的最後一關殿試，名次也由皇帝親定。自此以後，進士都是「天子門生」，而不再是考官的門生。為了保證考試公平及公正，宋朝對考試的規則進一步完善，以免考生或考官作弊。另一方面，宋代取士的數量大增，每科進士通常達數百人，並且放寬了應考條件，不論財富、聲望、年齡皆可應考，對偏遠地方的考生更給予路費。自宋英宗治平二年（1065年）起，定期開考，三年一科，之後為明、清二朝所沿襲，至科舉被廢為止，宋代的科考分為三級：解試（州試）、省試（由禮部舉行）和殿試。解試由各地方進行，通過的舉人可以進京參加省試。省試在貢院內進行，連考三天。為了防止作弊，考官俱為臨時委派，並由多人擔任。考官獲任後要即赴貢院，不得與外界往來，稱為鎖院。考生到達貢院後，要對號入座，同考官一樣不得離場。試卷要糊名、誊錄，並且由多人閱卷。而殿試則於宮內舉行，由皇帝親自主持及定出名次。自宋代起，凡於殿試中進士者皆即授官，不需要再經吏部選試。
南、北宋三百二十年，總共開科一百一十八次。取進士39,711人。
| 北宋各地方進士人數比較 |             |              |               |               |               |               |
|                        | 960年-997年 | 998年-1020年 | 1021年-1063年 | 1064年-1085年 | 1086年-1100年 | 1101年-1126年 |
| 兩江、兩浙、福建       | 163         | 403          | 1604          | 1363          | 1034          | 2471          |
| 京畿、京東西、河北     | 67          | 47           | 63            | 41            | 23            | 19            |

### 元
元朝的科举取士一共经历四个阶段：戊戌选试、延祐复科、至元废科和至正复科。

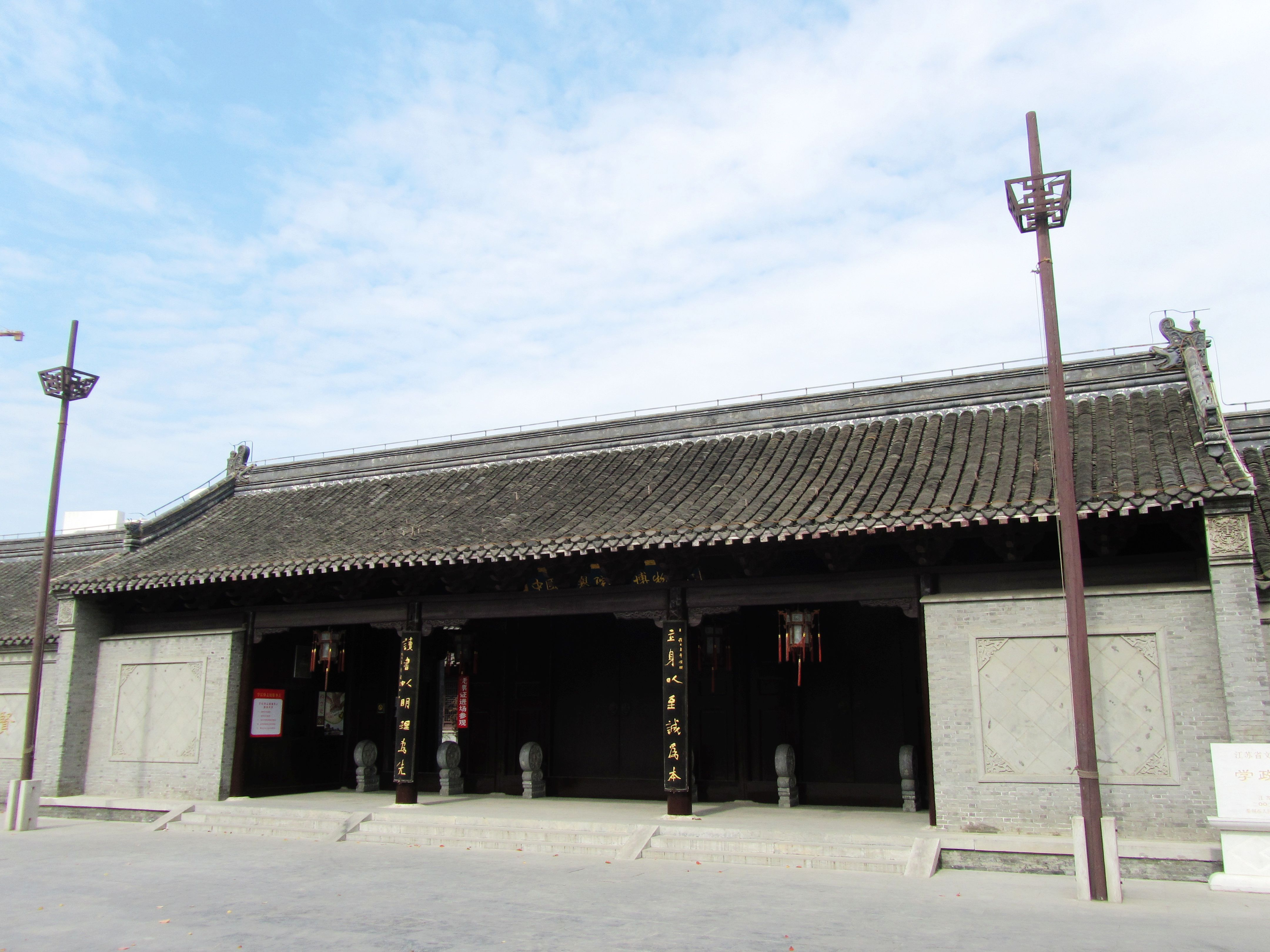
扬州府试场所—泰州学政试院

元太宗窝阔台九年（1237年）农历八月，根据耶律楚材的建议，窝阔台下诏书，对儒士开科取士。诸路考试，均于1238年（戊戌年）举行，史称“戊戌选试”。录取东平杨奂等4,030人，皆为一时名士。按照他们原来的打算，此后准备再辟举场精选入仕。这说明戊戌选试确实是科举取士的步骤之一。但后来「当世或以为非便，事复中止」。
元世祖忽必烈即位以后，元朝君臣围绕科举兴废问题曾展开反复讨论。其中比较重要的，是至元二十一年（1284年）之议，这是灭宋后关于科举的一次重要讨论。其「事虽未及行，而选举之制已立」。但是终世祖之世，科举制度始终没有实行。元成宗、元武宗时，也一再议「科举事」，但仍无结果。
元朝前期有相当一段时间不舉辦科舉，其原因是多方面的。主要有三个方面的原因。第一，元朝开国之初，客观上没有迫切需要另辟取仕途径。第二，科举取士是汉法中的重要组成部分，元朝全面实行此种办法便意味着全面的汉化，意味着蒙古贵族特权的丧失。第三，由吏入仕逐渐制度化，这种制度在其形成过程中，以越来越大的力量排挤和对抗实行科举制来求得自身的生存，最后导致科举制的流弊日趋甚笃。
1311年，元仁宗即位，为了整顿吏治，改革由吏入仕制度带来的某些弊端，主张以儒治国，重新提出"求贤取士，何法为上"的问题。皇庆改元（1312年）仁宗将其儒师王约特拜集贤大学士，并将王约“兴科举”的建议“著为令甲”（《元史》列传第六十五王约）。皇庆二年（1313年）农历十月，仁宗要求中书省议行科举。同年十一月，元廷以行科举诏颁天下。每三年举行一次，分为乡试、会试、殿试三道。
元仁宗下诏以朱熹集注的《四书》为所有科举考试者的指定用书，并以朱熹和其他宋儒注释的《五经》为汉人科举考试者增试科目的指定用书。这一变化最终确定了程朱理学在今后600年里的国家正统学说地位，因为后来的明清两朝的科举取士基本沿袭元朝的科举制度及其实施办法，并在其基础上进一步加以发展、充实和完善。
元仁宗延祐元年（1314年）八月，全国举行乡试；延祐二年（1315年）二月，在大都（今北京）举行会试；同年三月，在大都皇宫举行殿试（廷试），录取进士56人，史称“延祐复科”。
元代的科舉制度基本沿襲宋代，用“经义”、“经疑”为题述文。科舉分為地方的鄉試，和在京師進行的會試及殿試。
和唐宋科举不同的是，元代科舉只考德行明经一科，但分成左右榜。右榜供蒙古人、色目人應考；鄉試時只考兩場，要求相對較簡單。左榜供漢人、南人應考，鄉試時考三場，要求相對較嚴格。
中书省对于乡试、会试（“会试”之名亦始见于金朝）、殿试的举行时间，每次考试的录取人数、考试内容、考官来源、各行省的乡试录取名额分配、考试过程中的考场纪律等都做了详细的规定。
乡试，每三年一次，都是在八月二十日举行，全国共在17个省级区域设17处乡试科场，按照不同的地方的人口和民族进行名额分配，从赴试者中选合格者300人于次年二月到大都参加会试。会试，于次年二月初一日试第一场，初三日第二场，初五日第三场，取中选者100人。一个月后，在三月初七日，100名会试中选者在大都皇宫举行殿试（廷试），每次录取进士数十人。鄉試、會試中选的名额都按照不同的地方的人口和不同的民族进行分配。
值得注意的是，高麗王朝所在的征东行省也有乡试科场，并在300名乡试中选者中有3人的名额。
元惠宗至元元年（1335年）十一月，专权的右丞相伯颜使得惠宗下诏停止科举取士，因为伯颜专权到至元六年（1340年）二月，原本定于至元二年（1336年）和至元五年（1339年）在大都举行的两次科举取士都被迫停止，史称“至元废科”。
至元六年（1340年）二月，伯颜去职，脱脱被惠宗任命为知枢密院事；1340年十月，惠宗任命脱脱为右丞相。同年十二月，惠宗下诏恢复科举取士。至正元年（1341年）八月，全国范围内恢复乡试，至正二年（1342年），会试和殿试相继在大都举行，史称“至正复科”。
此后科举取士三年一次，至正二十六年（1366年），最后一次在大都举行会试和殿试。1368年八月元惠宗北逃、元朝灭亡后，不再有科举取士。
元朝自元仁宗于1313年下诏恢复科举取士至元惠宗（元順帝）1368年八月逃离大都、不再科举取士为止，每三年舉辦一次，除了1336年和1339年曾停辦兩屆外，共舉辦過十六次，取進士1,139人，国子学积分及格生员参加廷试录取正副榜284人，总计为1,423人。但元朝科舉所選人材通常並沒有受到足够的重視，在元政府中產生的影響也不大。

### 明、清

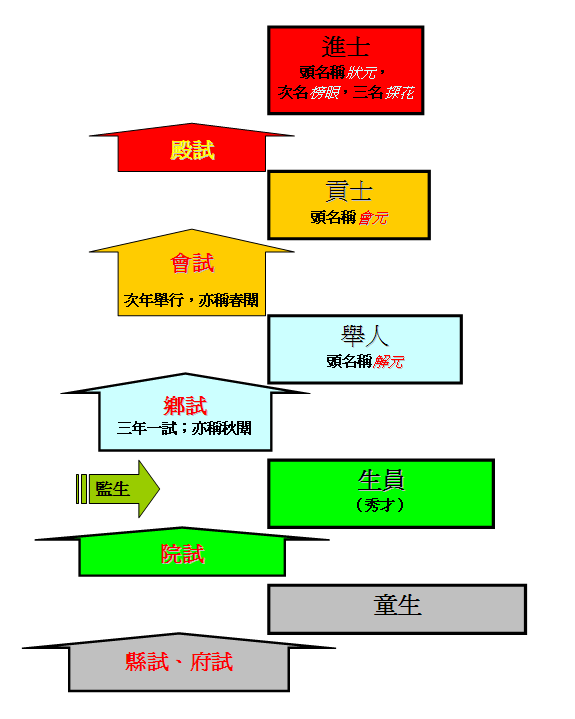
明清科舉各級考試名稱

明朝的科舉在元代萎缩的基礎上改良并得到發展，制度已完善，規模也增加，參加科舉的人數大增；但考核的內容卻開始僵化。明朝二百七十七年開科八十九次，取進士24,536人。
清朝科舉基本承襲明制。同時限制考試資格，如门子、长随、番役、小马、皂隶、马快、步快、禁卒、仵作、弓兵之子孙，倡、优、奴隶、乐户、丐户、疍户、吹手等，都不准应试。清開國初時曾在順治年間兩次分滿漢兩榜取士；之後改為只有一榜，但不特別鼓勵滿人、蒙古人參加，把科舉入士之途留給漢人。滿人、蒙古人參加科舉雖然有較易考中的捷徑，但最後殿試頭三名習慣只授予漢人，即所謂「旗人不佔鼎甲」。清朝二百六十七年間開科一百一十二次，進士二萬六千人；進士前三名中只有三人是滿人，其中兩人是順治分榜時所取，蒙古族只有一位阿鲁忒·崇绮在同治乙丑（1865年）考中状元。
明清時，正式由國家舉行的科考分为三級：乡试、会试、殿试。
因為明清的科舉與學校結合，故此在參加正式科考以前，考生先要取得「入學」的資格，即成為生员。入學有兩個途徑，一是通過稱為童試的縣、府、院三級考試。這是大部分士子所用的方法，被認為是入士的正途。另一方法是進入國子監，成為監生。監生中有皇帝恩准的「恩監」；因長輩曾為國建功而特准的「蔭監」；和最常見的方法：透過捐獻金錢財物而成的「捐監」。監生雖然亦可應乡试、會試；但一般被認為是「雜流」，就算能考中進士，地位也較為低。從生員入國子監稱「貢生」，是監生的正途所出，屬一種榮譽。

#### 童试
明清最基層學校無定稱，諸如「門館、村塾、家塾、族塾、義學、社學、書院」不等，主要預備科舉的預選試「童試」。童試分為「縣試」、「府試」、「院試」三階段。童生通過縣試、府試、院試三階段的童試後，得以掛名於官學（府學、州學或縣學，三者平級，獲得官學學籍是報考鄉試的前提），身份升為「生員」（俗稱秀才）。不過生員欲考科舉正式第一試鄉試，得先過鄉試預選，稱「科考」（科舉的各級考試又統稱科考，但此科考特指鄉試預選）。生員有四種出路。最佳者，考鄉試中式成為舉人。次者，鄉試三考不中，可赴吏部選官，最高選至知縣。再次者，經學政選拔考進國子監，成為貢生，在國子監「坐監」一定時間再經選拔，可分配教職或州縣副職，官階不能升至知縣。最差者，一直未通過鄉試的預選試「科考」，終生僅為秀才。下段詳述之。
縣試在各縣進行，由知縣主持。清朝時一般在每年二月舉行，連考五場。通過後進行由府的官員主持的府試，在四月舉行，連考三場。通過縣、府試的便可以自稱「童生」，童生參加由各省學政或學道主持的院試，院試中式者獲得掛名於官學（府學、州學、縣學）的資格，稱「生員」（俗稱秀才），算是有了「功名」，進入士大夫階層；有免除差徭，見知縣不跪、不能隨便用刑等特權。
生員分三等。清朝學政任期三年，三年內兩次考核生員，第一次稱「歲試」，按歲試成績，國家福利升級或降級。初入學的生員都稱附學生員，簡稱“附生”，人數無限額；升一級為增廣生員，簡稱“增生”，有定額；成绩再稱一級為廩膳生員，簡稱“廩生”，由公家按月发给粮食，有定額。
通過院試就可到官學（府學、州學或縣學，三者平級）讀書，所謂「入學」。不過府、州、縣學的本質，是掛名於官辦學校以獲得鄉試的應考資格，實際教學還賴於基層學校 (族塾、書院等等)。「實際上生員不坐齋，學官不講學，除生員入學之初向學官執贄稱弟子之外，師生有終身不相往來者......府、州、縣學只是學官養老的冷衙」。府、州、縣學的功能僅為舉行月考和季考（按月月考、按四季季考）的考場。學官的名銜按行政等級而異，府學學官稱「教授」，州學學官稱「學正」、縣學學官稱「教諭」。
有些讀書人要多次嘗試才能通過最基本的縣、府試成為童生。亦有人得到童生的身份後，院試多次落第，到了白髮蒼蒼仍稱「童生」者大不乏人。清道光時廣東曾經多次有百歲童生參加院試的紀錄。有些基層學校聲名卓著，有些秀才（即通過童試）以至舉人（即通過童試之後一級的鄉試）會繼續就讀這些基層學校。

#### 乡试
「科考」（鄉試預選）在科舉正式第一關鄉試同年上半旬舉行。鄉試按規定每三年一考。清朝時是在子、卯、午、酉年舉行，遇上皇帝喜慶亦會下詔加開，稱為「恩科」。乡试於八月在兩京及各省省城的貢院內舉行，亦稱「秋闈」。考官是由翰林及進士出身的官員臨時擔任。乡试每次連考三場，每場三天。開考前，每名考生獲分配貢院內一間獨立考屋，稱為「號舍」。開考時，考生提著考籃進入貢院，籃內放各種用品，經檢查後對號入座。然後貢院大門關上，三天考期完結前不得離開，吃喝拉撒睡都得在號舍內。每次各省鄉试取錄的名額不一，按各地文風、人口而定。清朝時，以直隸、江浙取錄最多，貴州最少。監生、貢生更可以離開本籍，到京師赴考。
乡試發的稱為「乙榜」，又稱「桂榜」。考中的称为「举人」，頭名举人稱「解元」，第二名至第十名則稱為「亞元」。中了举人便具備了做官的資格。

#### 会试和殿试

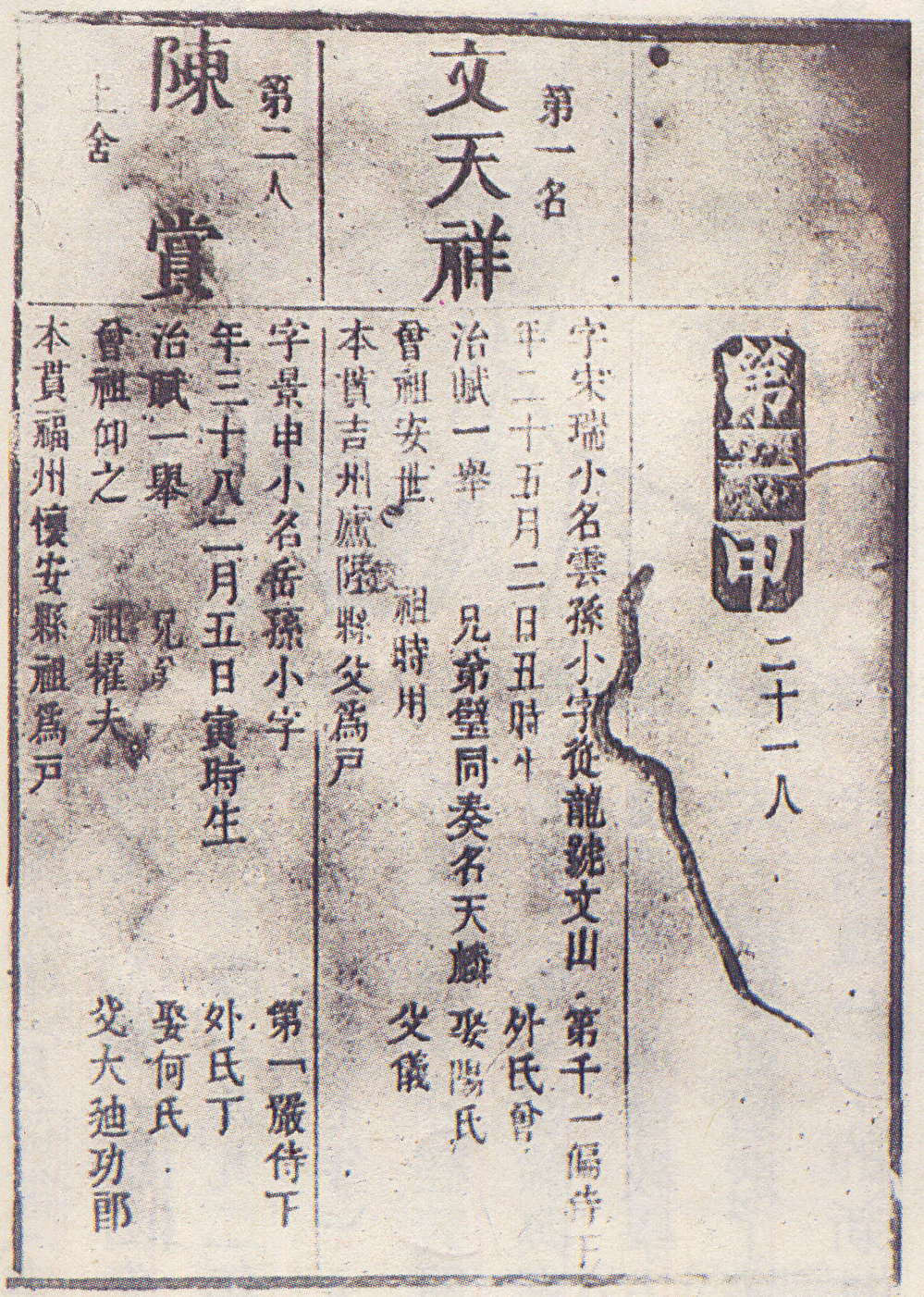
金榜名錄

通過乡试的举人，可於次年二月參加在京師的會試和殿试。會試由禮部在京城貢院舉行，亦稱「春闈」，同樣是連考三場，每場三天，由翰林或內閣大學士主考。會試發的榜稱為「杏榜」，取中者稱為「貢士」，貢士首名稱「會元」。
得到貢士資格者可以參加同年四月的殿试。殿试由皇帝主持和出題，亦由皇帝欽定前十名的次序。殿试只考一題，考的是對策，為期一天。錄取名單稱為「甲榜」，又稱「金榜」；分为三甲：一甲只有三人，第一名状元、第二名榜眼、第三名探花，賜「進士及第」。二甲多人，賜「進士出身」。三甲則賜「同進士出身」。二、三甲第一名一般稱為「傳臚」。殿试只用來定出名次，能參加的貢士通常都能成為進士，不會再有落第的情況。能中進士便是功名的盡頭，不能重考以求獲得更高的名次。能夠一身兼解元、會元、狀元的，就是「三元及第」。中國古代的科舉制度中，僅有14人能夠三元及第，在唐朝有二人张又新 、崔元翰、宋朝有六人孙何、王曾、宋庠、杨置、王若叟、冯京，金代一人孟宋献，在元代只有王崇哲一人；明代三百年間的八十九位狀元中，只有黃觀和商輅两人，清代則有錢棨、陳繼昌兩人（另有三元及第的武狀元王玉𤩱）。
明清的慣例，殿试一甲授翰林院修撰及編修。其他進士要經過考核（稱朝考），成績較好及年齡較輕者獲得進入翰林院任「庶吉士」進修。翰林院三年散館，便是正途出身，通常出路極佳，願意當知縣的，榜下即用，不必候補，被稱為「老虎班」。沒進翰林的進士則可能任職六部、中書、御史；間中亦有派為知縣、知府。
明初洪武三十年（1397年）的會試曾發生南北榜之爭。當年春天杏榜取錄的五十二名進士全部為南方人，引起北方舉人的不滿。朱元璋大怒，親自查問後，把三名主考處死，在夏天再發榜，所取的進士全為北方人。之後在明仁宗時確定南北分卷，會試按地域分配名額。在會試的試卷中加上「南」、「北」等字，按「南六十」、「北四十」的規定錄取進士。之後比例偶有調整，但按南北分配名額的制度一直沿用至清朝科舉被廢。这种制度保障了文化相对落后的边远省份（如甘肃、贵州、云南等）每科（屆）科举会试有一定数量的举人成为贡士、进士，进入政界的中高层，有利于保持国家的统一与政治安定。

### 廢除
清初，康熙皇帝已意识到科举考试中的八股文“空疏无用，实于政事无涉”，并于1663年废止八股文考试。1665年，礼部侍郎黄机说：“先用经书，使阐发圣言微旨，以观心术。不用经书为文，人将置圣贤之学于不讲，请复。”康熙于是在1668年恢复八股文考试。
1738年，兵部侍郎舒赫德上书乾隆皇帝说：“科举之制，凭文而取，按格而官，已非良法，况积弊日深，侥幸日众。应将考试条款改移更张，别思所以遴拔真才实学之道。”乾隆组织讨论之后，发现没人能提出替代科举之方，这次提议暂且结束。
鴉片戰爭後，科舉的內容一下子就完全顯現了與現代世界脫節的窘況，加上西學東漸和學校教育的崛起，科舉制度漸漸衰落。
1895年，中國在甲午戰爭中被日本打敗，發生在京考會試的舉人集體請願的公车上书事件。康有为、梁启超等舉人們的建議之一，便是改革科舉，興辦新學。百日維新時，科舉內容由八股改為試策論，但在戊戌政變後再次被恢復。1901年，清政府先廢除考試用八股文。到了光绪三十一年，即1905年9月2日，經袁世凯奏請，慈禧太后以光緒帝的名義发布上谕明告：「着自丙午科为始，所有乡会试一律停止。各省岁科考试，亦即停止」。自此延续千年的科举制度正式宣告废除。
清政府雖然廢止了傳統的科舉，但並未停止透過考試來從民間選拔人材；而科考千年來深入民心，民間對以考試入士為官之途，仍然有相當的需求。在廢科舉的同時，清政府同時制訂了「留學生考試章程」，吸引歸國的海外留學生透過考試進入政府。1905年至1911年辛亥革命爆發為止，被稱為「洋科舉」的留學生考試舉辦過六次，總共取錄了1388人。根據規定，在海外高等學校入學三年者可以應考。考試分為兩場，首場在學部舉行，稱「部試」；次場在保和殿舉行，稱為「廷試」。考試內容包括外文，以及留學生留學時所習科目。考取者按成績及其學習專業，分別授予各科「進士」、「舉人」等傳統科舉的身份，成績最佳者更授予翰林編修。當時的各式名銜包括有「格致科進士」、「工科進士」、「商科舉人」以至「牙科進士」等等。
20世纪初期北洋军阀统治时期，亦有重提科举制讨论。对此，鲁迅等新文化运动倡导者予以激烈的反驳，其中以《孔乙己》一文为代表，讲的是一名名叫孔乙己的讀書人在科举制的迫害下受难直至灭亡的悲惨经历，中华人民共和国成立后这篇文章被选入全日制义务教育初中语文课文。而中华人民共和国最高人民法院前三任院长沈钧儒、董必武和谢觉哉则分别是光绪年间进士和秀才。

## 科舉的考試內容

### 隋、唐、宋

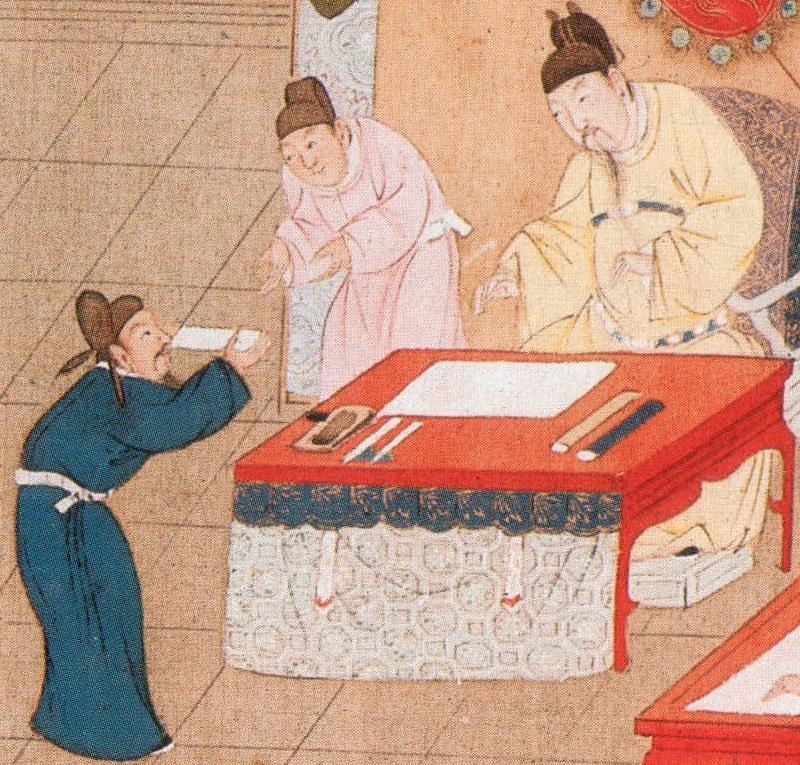
明朝绘画：科举考试中的皇帝

隋炀帝時的科舉分兩科，一稱明經，另一稱進士。雖然唐代大大增加了科目數量，但明經和進士仍是選拔官員的主要科目。
明經科的主要考試內容包括帖經和墨義。帖經有點像現代考試的填充，試題一般是摘錄經書的一句並遮去几个字，考生需填充缺去的字詞；至於墨義則是一些關於經文的問答。進士科的考試主要是要求考生就特定的題目創作詩、賦，有時也會加入帖經。
唐高宗時代以後，進士科的地位慢慢超越了明經，成為科舉中唯一的重要科目。造成這種現象的原因主要是進士科考生需要發揮創意方能及第，而明經只需熟讀經書便能考上。而且進士科的評選標準甚嚴格，考上的人數往往只是明經科的十分之一。當時曾有一句說話：「三十老明經，五十少進士」，道出了進士科的難度。欧阳修稱：「東南俗好文，故進士多；西北人尚質，故經學多。科場東南多取進士，西北多取明經。東南州、軍進士取解，二三千人處只解二三十人，是百人取一。……西北州、軍取解，至多處不過百人，而所解至十餘人，是十人取一；比之東南，十倍假借之矣。」
另外，在武則天時代開始，亦設立了武举考试，用以挑选武官。
宋代大部份時間的科舉內容與唐代分別不大，但王安石執政時，曾對科舉制度進行改革，把帖經、墨義和詩賦等考試都取消了，改為以經義（解釋經書）、論（對時局的評論）和策（提出解決時弊的辦法）作為考試內容。然而，蘇軾等人對該項改革提出了強烈的抗議，王安石辯解說：「西北人舊為學究，所習無義理，今改為進士，所習有義理。……今士人去無義理就有義理，脫學究名為進士，此亦新法於西北士人可謂無負矣。」。

### 元
元代的科舉雖然對自身的統治影響不大，但它的內容卻有重大轉變。第一是科舉不再分科，專以進士科取士。第二是考試的指定讀物有所變動。新的規定是，如果經義的考試內容包括四書，則以朱熹著述的《四書集注》作為主要的依據。

### 明、清

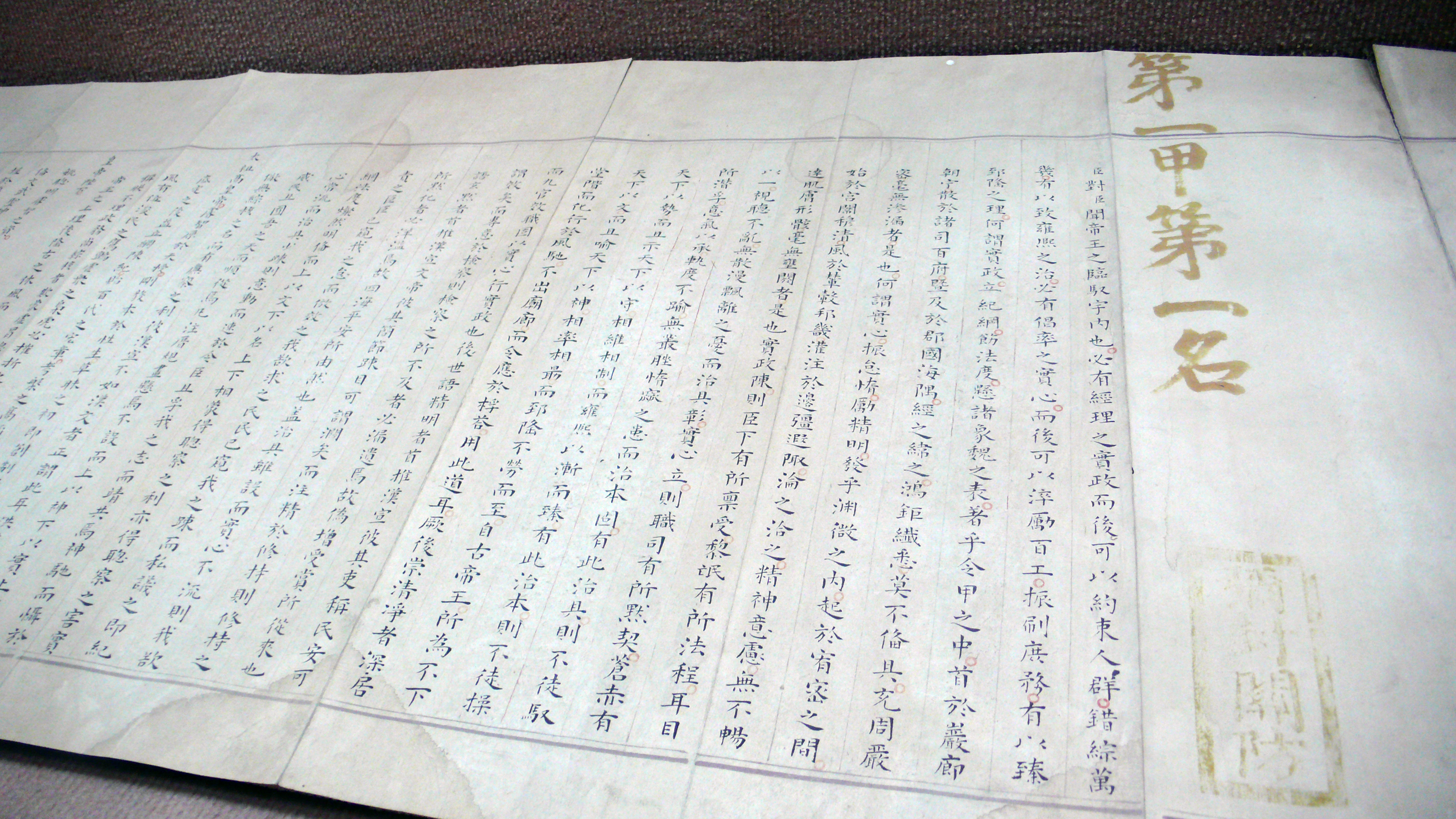
明神宗萬曆二十六年狀元趙秉忠狀元卷

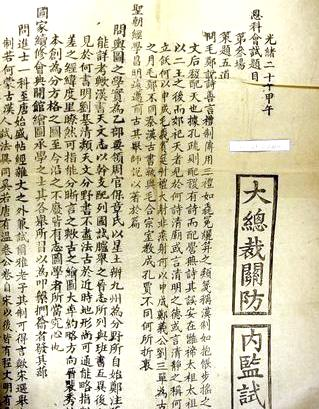
1894年会试题目

明清时期科举考试在鄉試及會試皆以朱熹的《四书章句集注》的內容命題，要求考生以古人的語氣闡述經義，「代聖人立言」，用八股文作答。八股文有很多格式上的要求，極為講究形式。只有到了科举最後一關，用以決定名次的殿試，才會改為考時務策問。但是考生答策的內容很多時都並不重要，清朝便慣以試卷的書法高下，取定殿試名次的高低。
熱衷科舉的人只識四書五經，其他以外的知識，統統都成了「雜學」，很多讀書人都是一概不通。諷刺科舉的小說《儒林外史》中有这样一个故事：進士出身的山东学道范進的幕宾對范進讲了个笑话，说有一个四川学差在上任前其老师说：“四川如苏轼（蘇東坡）的文章，是该考六等的了。”该学差后来向老师汇报，他在四川三年，查不到苏轼来应考。范進不知誰是蘇軾，答道「苏轼既文章不好，查不着也罢了。」
而就算是對四書五經的內容，科舉亦只要求因循前人的思想，以華麗詞藻作出合乎格式的漂亮文章，近乎文字遊戲；不能有獨立思考、創新見解。考生的實際見識和才學在八股文的要求下反而被忽略。不少考生索性捨四書五經，專門鑽研為應付考試而設，稱為“帖括”的八股文範文選刻本。當時一些人稱八股文為「敲門磚」，意即考取功名後便可棄之如敝屣。周作人曾將八股文與「鴉片」、「纏足」、「阉人」並列，認為是荼毒中國人的四大害。
晚清時，力主廢除科舉的康有為與梁啟超兩師徒，可算是才學與考試成績不相符的典型例子。梁啟超十二歲便入學成為秀才，十七歲舉人，被稱為神童，算是科舉得意。但梁啟超中舉後自認「帖括之外不知有所謂經史也」，遇見康有為才發現原來自己一竅不通，反而要拜老秀才康有為為師。相反，康有為書香世家，家中有萬卷書樓，年少已熟讀經史子集古今典籍。雖然康有為名滿廣東南海，但他十六歲成秀才，獲生员身分後卻是鄉試六試不售，失意科場二十載。三十六歲時方才時來運轉中举人，得以與徒弟梁啟超一同上燕京赴考，會試最終能以首名及第成為會元，高中進士。

## 影響

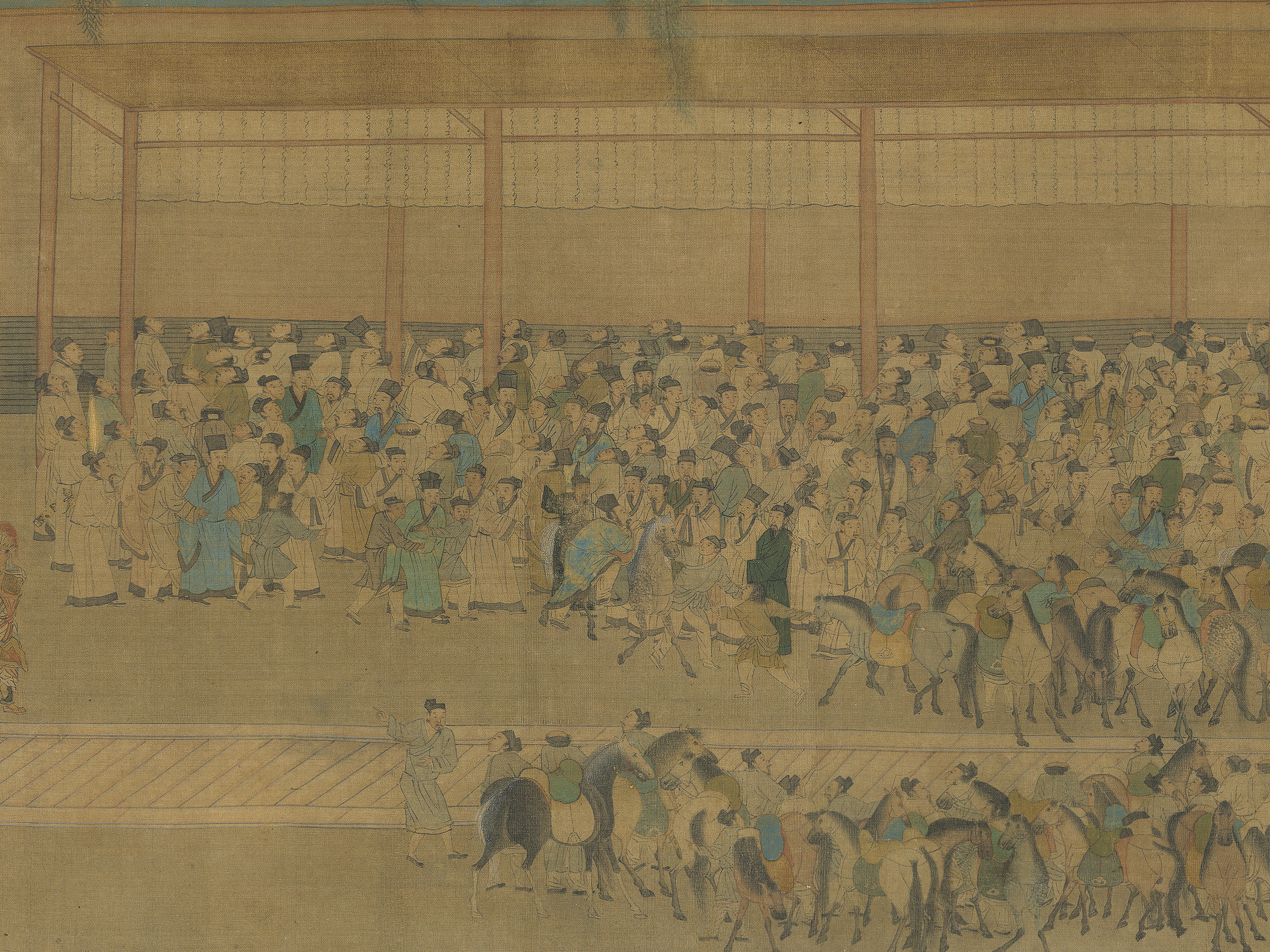
科舉放榜時的情景

科舉制度在中國實行了整整一千三百年，對中國以至东亚、世界都產生了深遠的影響。隋唐以後中國的社會結構、政治制度、教育、人文思想，莫不受科舉的影響。
從宋代開始，科舉便做到了不論出身、貧富皆可參加。這樣不但大為擴寬了政府選拔人材的基礎，還讓處於社會中下階層的知识分子，有機會透過科考向社會上層流動。這種政策對維持整體社會的穩定起了相當的作用。明清兩朝的進士之中，接近一半是祖上沒有讀書、或有讀書但未作官的「寒門」出身。但只要他們能「一登龍門」，便自然能「身價十倍」。歷年來千萬莘莘學子，俯首甘為孺子牛，目的多亦不過希望能一舉成名，光宗耀祖。可以說，科舉是一種攏絡、控制讀書人的有效方法，以鞏固其統治。
科舉為中國歷朝發掘、培養了大量人材。一千三百年間科舉產生的進士接近十萬，舉人、秀才數以百萬。當然其中並非全是有識之士，但能過五關斬六將，通過科考成進士者，多數都非等閒之輩。宋、明兩代以及清朝漢人的名臣能相、國家棟樑之中，進士出身的佔了絕大多數。明朝英宗之後的慣例更是「非進士不進翰林，非翰林不入內閣」，科舉成為高級官員必經之路。利玛窦在明代中葉時到中國，所見負責管治全國的士大夫階層，便是由科舉制度所產生。
科舉對於知識的普及和民間的讀書風氣，亦起了相當的推動作用。雖然這種推動是出於一般人對功名的追求，而不是對知识或靈性的渴望；但客觀上由於科舉入士成為了風尚，中國的文風普遍得到了提高。明清兩朝時，中國的讀書人以秀才計，大部份時間都不下五十萬人；把童生算在內則以百萬計。當中除少數人能在仕途上更進一步外，多數人都成為在各地生活的基層知識份子，這樣對知識的普及起了一定作用。而且由於這些讀書人都是在相同制度下的產物，學習的亦是相同「聖賢書」，故此亦間接維持了中國各地文化及思想的統一和向心力。
科舉所造成的惡劣影響主要在其考核的內容與考試形式。由明代開始，科舉的考試內容陷入僵化，變成只要求考生能造出合乎形式的文章，反而不重考生的實際學識。大部分讀書人為應科考，思想漸被狹隘的四書五經、迂腐的八股文所束縳；無論是眼界、創造能力、獨立思考都被大大限制。大部份人以通過科考為讀書唯一目的，讀書變成只為做官，光宗耀祖。另外科舉亦侷限制了人材的出路。唐宋八大家都是進士出身；但到了明清兩朝，無論在文学創作、或各式技術方面有傑出成就的名家，卻多數都失意於科場。可以推想，科舉制度為政府發掘人材的同時，亦埋沒了民間在其他各方面的傑出人物；百年以來，多少各式菁英被困科場，虛耗光陰。
就算在科舉被廢除以後，它仍然在中國的社會中留下不少痕跡。例如孫中山所創立的中華民國憲法中規定五權分立，當中設有的考試院便是源出於中國的科舉考試傳統。另外，時至今日科舉的一些習慣仍然可以在中华人民共和国的高考中看見。例如分省取錄、將考卷寫有考生身份信息的卷頭裝訂起來，從而杜絕判卷人員和考生串通作弊、稱高考最高分者為狀元等等，俱是科舉殘留的遺跡。

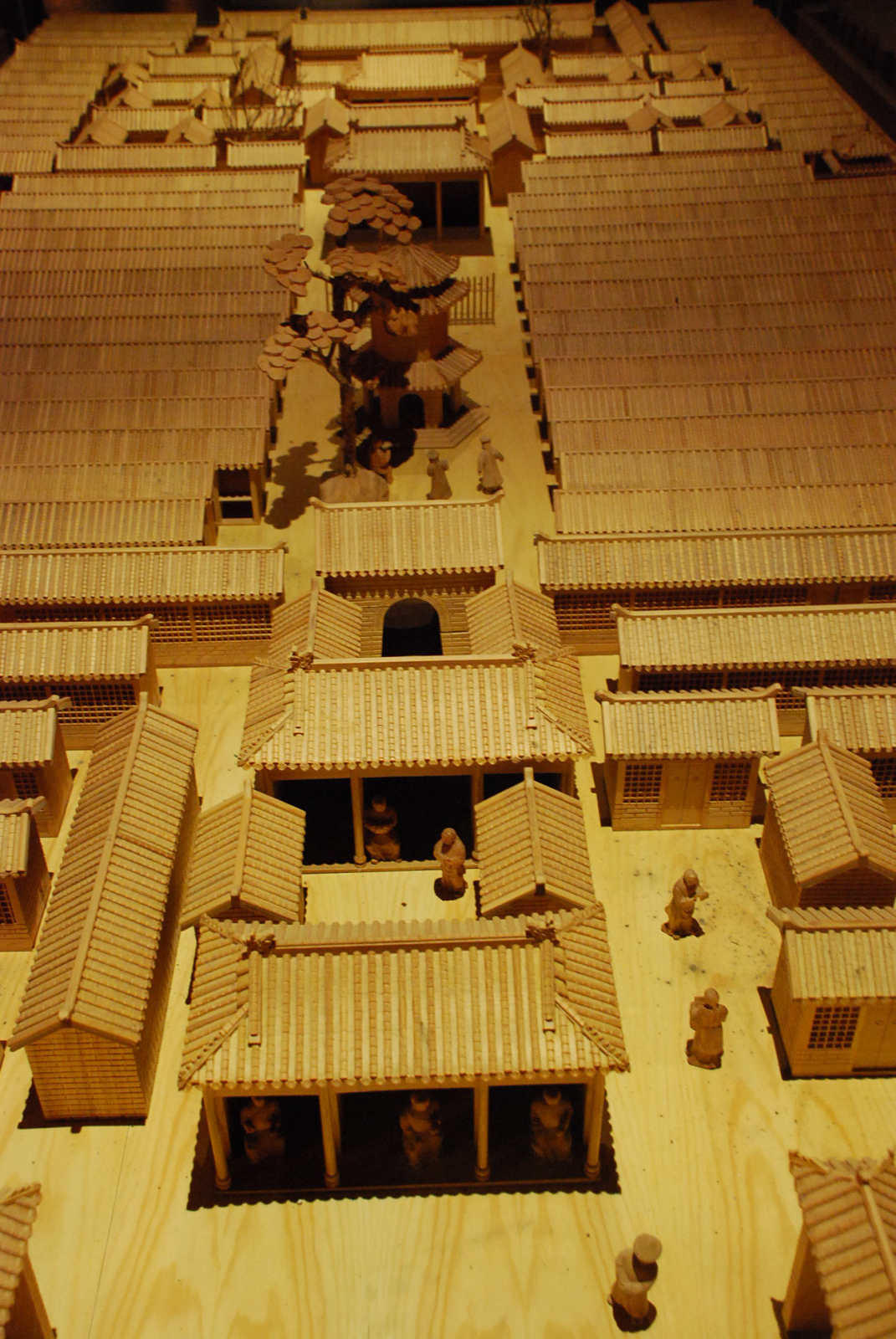
貢院号舍模型，陈列于北京国子监

## 投机

### 假冒出身
假冒出身，是因為古時規定胥吏、皂隸、優伶、娼妓等人的後裔，不能參加科舉考試，故有人會假冒自己的出身，有幾種模式，一是直接將自己過繼到他人家中，二是改造自己祖先的經歷，三是虛構自己祖先的姓名甚至認他人為祖先。

### 冒籍
假冒籍贯，通稱為冒籍，由於科舉考試各地依照人口、文風、民族設定了錄取名額，所以每個士人必須要在本籍考試，以保障考試公平，許多人會設法到錄取機會更高的郡縣、行省赴考，如臺灣建省前，許多福建省南部泉州府、漳州府的士子多會設法以福建省臺灣府籍應考，以增加錄取機會。在外經商、為官等必須寄居外地，稱為「寄籍」，也有人會假冒自己「寄籍」外地，而在外地投考。

## 作弊
由於，科舉考試的成功在一定程度上保證了一生的富貴榮華，因此不少人均企圖以作弊（包括武舉）以在科舉中取得好成績。最常見的作弊有三種：
1. 賄買（即賄賂主考官以獲取好成績）。
2. 夾帶考試經文（帶書或抄錄於隨身物品中）入內作弊。
3. 請人代考（俗稱替身、槍替（替槍）、請槍、捉刀）。

### 賄買
唐代武則天時代曾設立糊名的辦法，遮掩考生的名字以減少批卷者認出撰卷人的機會，這做法在宋代以後成為定例。同時又發明了謄錄的方式，由專人抄錄考生的試卷並以抄本送往評級。這樣批卷者連辨認字跡也不能。然而，考生仍可與考官約定，以特定的句子或字詞來作暗號，即所謂「買通關節」。為了減少這種可能，自宋太宗起訂立了鎖院的制度。每次考試的考官分正副多人，俱為臨時委派，以便互相監察。當考官接到任命後，便要同日進入貢院，在考試結束發榜前不得離開；亦不得接見賓客。如果考官要從外地到境監考，在進入本省境後亦不得接見客人。賄買若然被揭發，行賄受賄者都可能被處死；而同場的考官亦可能被牽連受罰。
清代入关初期，便曾发生了丁酉科考案（顺治十四年），顺天、江南、河南、山东、山西五闱弊案，最后以江南闱十六房主考全部斩立决，數十人被正法或贬徙尚阳堡、宁古塔。其間，数百名举人在清兵夾帶下赴北京重考。是为中国科举史上最大的科场舞弊案。有人認為這是清初嚴厲懲治科考作弊的具體舉措，也有人认为这是初入中原的清朝满族统治者以严刑酷法震撼汉族知识分子，从而达到巩固统治的目的，所谓“朝廷有意与世家有力者为难，以威劫江南人也”。

### 夾帶

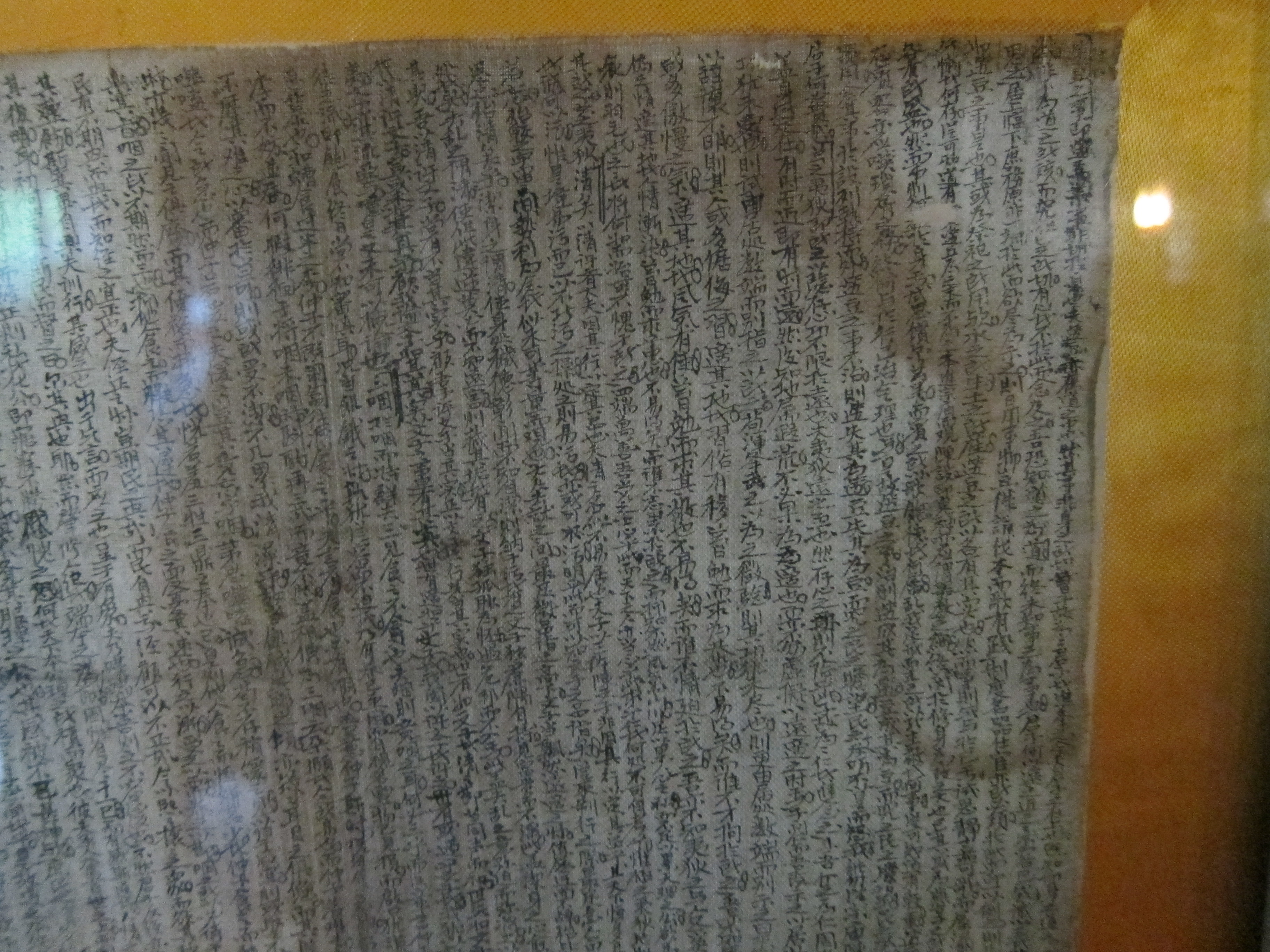
科举考试中被夹带入场的作弊材料

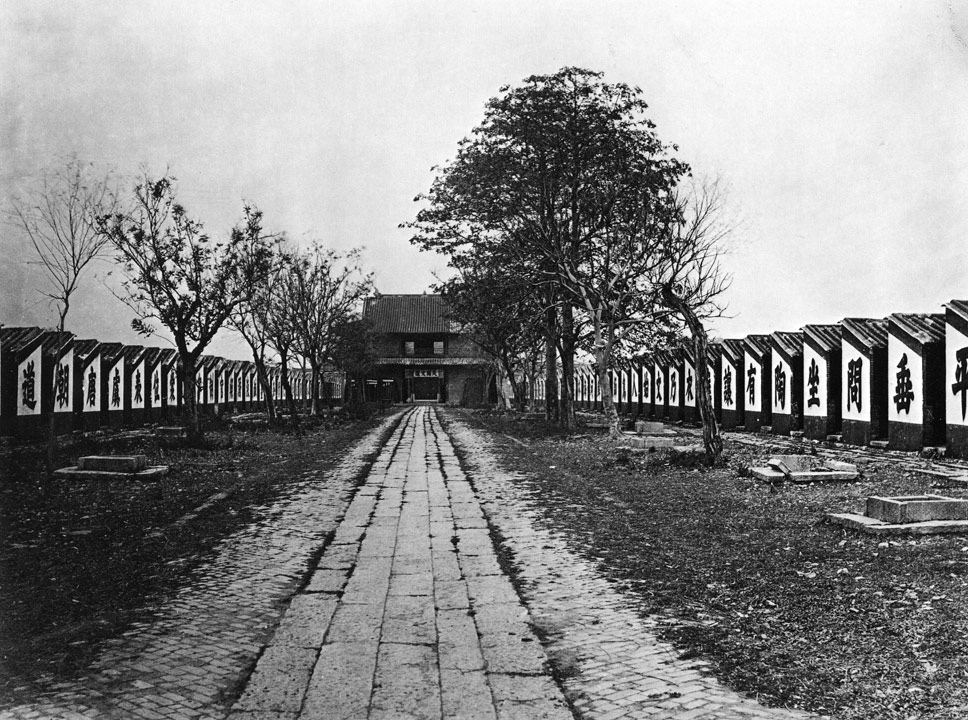
貢院內的號舍

唐代的科舉考試已設有兵衛，以阻止夾帶作弊。但抄襲捉刀，屢有發生。例如賈島手持紙條，“巡鋪告人曰：‘原夫之輩，乞一聯，乞一聯’！”宋朝起，考試在貢院內進行，貢院內考生之間是以牆壁隔開的，稱為號舍。考生不可以喧嘩、離場，以防止傳卷或傳話。但是夾帶經文這作弊方法始終是屢禁不止，層出不窮。常見的方法有將經文藏在衣服鞋襪裡，或索性密寫在衣物、身體上。其他各式随身物品，包括文具、食品、蠟燭等等都曾被用作夾帶。明清的科舉保安十分嚴格，要求達到「片紙隻字皆不得帶入試場」的程度。除了在進場前由兵衛仔細搜查外，乾隆時更曾下詔詳細限定考生帶入場各式物品的規格。例如：硯台、木炭、糕點的大小厚度；水壺、燭台的用料；以至毛筆、籃子的款式都有明限。此外對檢舉夾帶者有賞格，被發現者按刑律，除了取消資格外，更要带枷示眾，發配充軍，還可能累及父、師。但科場舞弊始終未曾徹底有效地受到打擊。有傳說指一次會試中有舉人把夾帶的書本掉在地上，奉旨檢查的親王卻為他掩飾，說：「何以攜账簿入場！」（為什麼連賬簿都帶進場來！）2003年2月在苏州又发现一本清代考生作弊的小抄书，厚0.4厘米，只有半个巴掌大，竟有9万字的考试内容，一粒米就能盖住六个字。

### 代考
代考在唐朝時頗為常見，詩人溫庭筠“多為鄰鋪假手”。為了防止代考，需要考生交具鄉里保結，及提供详细的体貌特征的履历。進場前考官會根據履历驗明考生的身分。但是，代考作弊似乎亦沒有被完全杜絕，至清朝時仍間有揭發「請槍」代考。大部份的槍手都是經歷科場的高手，常有已是舉人出身者。例如民國初年的重要政治人物胡漢民，便是著名的代考“槍手”，胡漢民本身為舉人，曾在清末兩次代人參加鄉試，皆獲得中舉，並因而獲得巨額銀錢。

### 處罰
科举作弊历代皆有，清朝之前，科场作案的處罰是革职、流放。趙翼嘆道：“纳贿舞弊，仅至窜谪，科场之例，亦太弛纵矣！”清朝首开“科场作弊者死”之先例。顺治十四年（1657年），發生丁酉順天、江南科場舞弊大案，數十名考官被處斬，家產籍沒，父母兄弟妻子俱流徙邊境。咸丰八年的戊午顺天乡试案，主考官柏葰是中國唯一被斩处的一品大员，也是科举史上死于科场案的职位最高的官员。

## 武舉

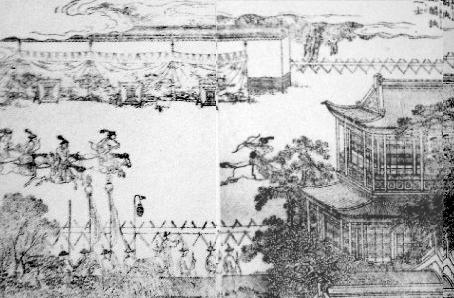
武举考试

唐代武則天始創選拔武將的武舉考試。至清朝時改稱武科。歷史上武舉一共進行過約五百次。相對於文科舉，武科舉較為不受重視。歷朝的武舉時而被廢，時而恢復。而武舉出身的地位亦低於文科出身的進士。

### 唐代
唐代的武舉主要考举重、騎射、步射、馬槍等技術；此外對考生外相貌亦有要求，要「軀幹雄偉、可以為將帥者」。宋代時規定武舉不能只有武力，要「副之策略」，問孙武兵法等。到了明朝時更改為「先之以謀略，次之以武藝」，如果在答策的筆試中不及格，不能參考武試。初期的筆試考三題，試策兩題，另一題論考四書。後來四書的題目改為默寫武經。武試則最少要求騎射九矢中三，步射九矢中五。至清朝時，改為先試馬步射，馬射二回六矢，中三為合。步射九矢中五為合。之後比併力氣，包括拉硬弓、舞刀、舉石。弓分八、十、十二力；刀分八十、一百、百二斤；石分二百、二百五十、三百斤。合格者才考筆試。

### 宋代
宋以前並沒有十分正規的「武舉」之設。首名通過正式武科考核的武狀元產生於宋神宗時，為福建人薛奕，後與西夏作戰時陣亡。歷史上著名由武舉出身的武將尚有唐代的郭子仪（唐玄宗開元初年武舉異等）、北宋徐徽言（文進士出身，後棄文習武，宋徽宗授武狀元）、明代戚繼光（明世宗嘉靖年武進士）等。

### 清代
清代武舉分鄉試、會試及殿試三級。鄉試分三場，首場考馬射，二場考步射及技勇，合稱外場，三場默寫武經。會試亦分三場，內容與鄉試相同。殿試於太和殿舉行，皇帝親試。馬試立三靶，各距三十五步（一百七十五尺），二回六矢，再射地球一次，中三為合始可考步射，弓以三力為準。步射立一高五尺五寸、闊二尺寸布靶，與射者距三十步（一百五十尺），六矢中二者為合，弓以五力為準。技勇包括拉弓、舞刀、舉石。弓分八、十、十二力；刀分八十、一百、百二斤；石分二百、二百五十、三百斤。技勇弓必開滿，刀必舞花，石舉離地一尺為合。內場默寫武經一段，以不錯漏及端正為合。

## 科举名銜称谓一览

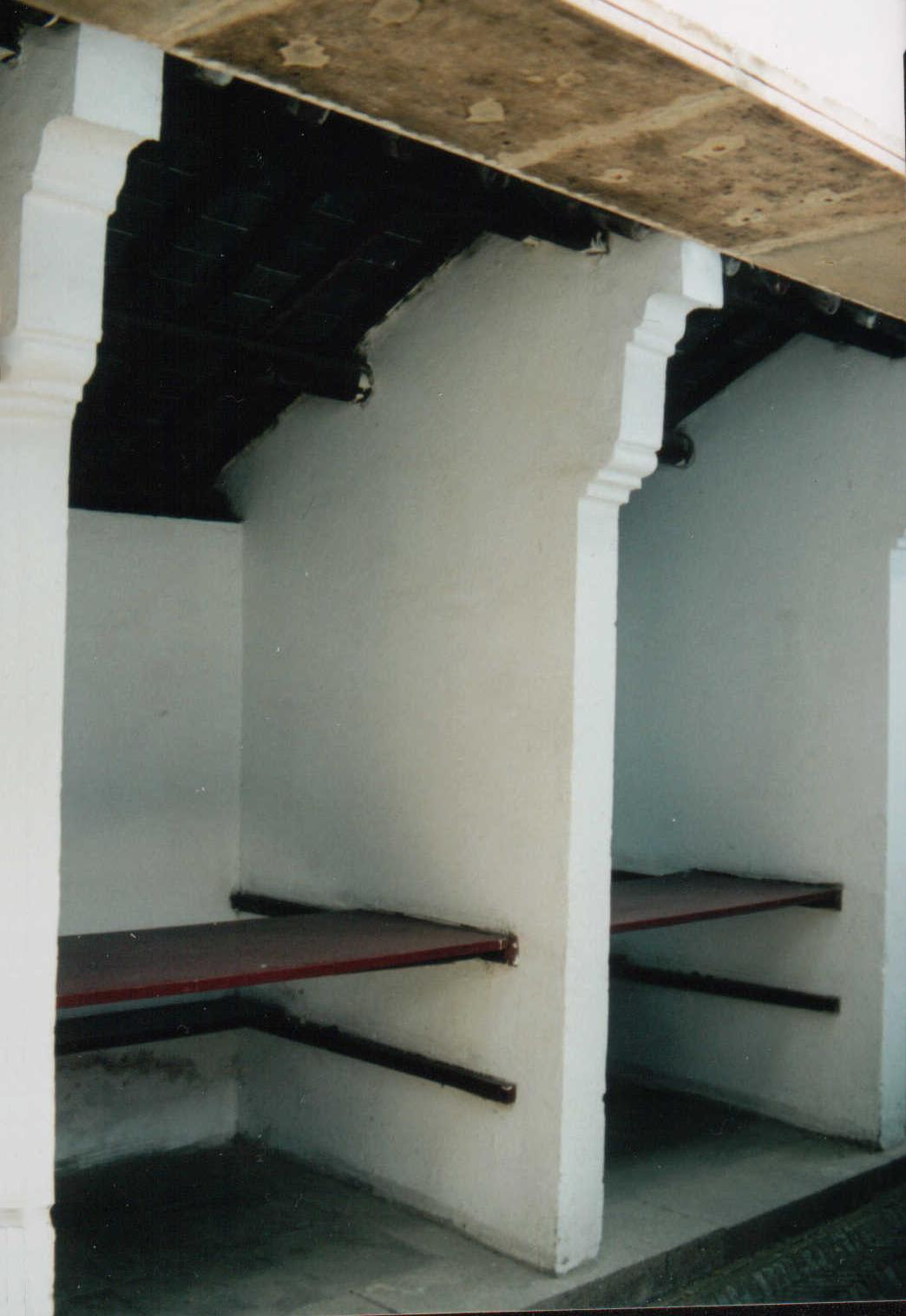
考場的座位

- 進士：意即贡举的人员。唐代科目中以进士科最被重视，明、清两代，始以进士为考中者的名称，凡是举人（乡试考中者）经过会试考中者为贡士，由贡士经过殿试录取者为进士。
- 状元：科举考试以名列第一者为元。唐代举人赴京应礼部考试都须投状，因此称进士科及第的第一名为状元，也叫状头。宋代以殿试首名称状元。明、清会试以后，贡士须作殿试，分三甲取士，一甲三名，第一名为状元。
- 榜眼：科举殿试一甲第二名称榜眼。北宋初期，殿试录取的一甲第二、三名都称榜眼，意思是指榜中双眼。明、清两代专指第二名，第三名称探花。榜眼授翰林院编修。
- 探花：科举殿试一甲第三名称探花。唐代进士曲江杏园初宴，称“探花宴”，以同榜俊秀少年进士二三人为探花使，遍游名园，探采名花，探花之名始于此，宋代又称探花郎。南宋以后，专指殿试一甲第三名。元、明、清三代沿袭不改。探花授翰林院编修。
- 貢士：古代向朝廷荐举人才的制度。自唐以后，经乡贡考试合格的叫贡士。清代，会试考中的为贡士。
- 会元：科举制度中乡试中式为举人，举人会试中式第一名为会元。
- 舉人：原指被推荐之人，为历代对各地乡贡入京应试者的通称。明、清两代，为乡试考中者的专称，作为一种出身资格，中了举人叫“发解”、“发达”，简称“发”，习惯上俗称为“老爷”。
- 解元：唐代，举进士者皆由地方解送入试，故相沿称乡试第一名为解元。宋以前称解头。
- 孝廉：汉代选拔官吏的科目之一，为士大夫的主要途径。明清俗称举人为孝廉。
- 举主与门生：汉代士人通过察举和征辟人仁做官、主持州郡察举的列侯。刺吏、郡称为举主，被举、被辟的贤士便成为举主、府主的门生故吏，后科举考试及第者对主考官亦自称门生。宋太祖之後，進士由御前殿試取錄，進士從此成為「天子門生」；同時亦明文規定以後舉人不得自稱考官門生。
- 贡生：明、清时府、州、县学的生员，凡已考选升入国子监肄业的称为贡生。意思是以人才贡献给皇帝。
- 秀才：别称“茂才”。本是优秀人才的通称。汉代以后，成为荐举人才的科目之一。南北朝时，最重此科。唐代初期，设秀才科，后来渐渐废去，仅作为对一般儒生的泛称。明太祖曾采取荐举的方法，举秀才数十人，反以知府为官。明、清两代，专门用来称府、州、县的学员。习惯上也称为“相公”。

## 逸聞
- 荊州（湖南）位處僻地，沒多少進士，人稱荊南為“天荒”，當地的考生稱“天荒解”（天：指天子；天荒：指不得見天子；三字合來指不得見天子的解元；意指無人中進士）。唐宣宗大中四年，長沙人劉蛻中進士，破了“天荒解”，故稱為“破天荒”。孫光憲《北夢瑣言》第四卷：“唐荊州衣冠藪澤，每歲解送舉人，多不成名，號曰天荒解。劉蛻舍人以荊解及第，號為‘破天荒’。”
- “書中自有顏如玉，書中自有黃金屋”，這兩句為中國讀書人耳熟能詳的詩，來自宋真宗趙恆的傑作《勸學詩》：“富家不用買良田，書中自有千鍾粟。安居不用架高樓，書中自有黃金屋。娶妻莫恨無良媒，書中自有顏如玉。出門莫恨無人隨，書中車馬多如簇。男兒欲遂平生志，五經勤向窗前讀。”
- 在清代，白发童生比比皆是。《清代科舉考試述錄》中所述：“廣東三水縣人陸雲從，入學時已百歲。”可見得中國最老的童生至少已是99歲。道光六年（1826年）丙戌科会试，陆云从年已104岁。三场考毕，不第，道光帝钦赐他国子监司业的官衔。清代筆記《清稗類鈔》載：康熙三十八年（1699年）己卯科廣東鄉試，廣東順德人、百歲人瑞黃章，仍千里迢迢進京趕考，自言：“吾今科且未中，來科百五歲亦未中，至百八歲始當獲雋，尚有許多事業，出為國家效力耳。”最後雖然還是落榜，兩廣總督和廣東巡撫贈給他錢和布匹作為獎勵。乾隆五十一年（1786年）广东人谢启祚百岁时参加鄉试，此人三妻二妾，子23人，女12人，孙29人，曾孙38人，玄孙2人。一举考中，作〈老女出嫁〉诗一首：“行年九十八，出嫁弗胜羞。照镜花生面，光生血白头。自知真处子，人号老风流。寄语青春女，休夸早好逑。”
- 《聊斋志异》中描写乡试士子：入场提篮像乞丐，点名受呵责像囚犯，进入号房像秋后的冷蜂，出场后像出笼的病鸟，盼望报子时坐立不安像被捆住的猴子，得报没中像中了毒的苍蝇[51]。

## 研究書目
- 張希清：《中國科舉考試制度》（北京：新華出版社，1993年）
- 鄧嗣禹：《中國考試制度史》（台北：學生書局，1958年）
- 黃留珠：《中國古代選官制度述略》（西安：陝西人民出版社，1989年）
- 李新達：《中國科舉制度史》（台北：文津出版社，1996年）
- 劉海峰等著：《中國考試發展史》（武漢：華中師範大學出版社，2002年）
- 金諍：《科舉制度與中國文化》（上海：上海人民出版社，1990年）
- 劉海峰：《科舉考試的教育視角》（武漢：湖北教育出版社，1996年）
- 王炳照、徐勇主編：《中國科舉制度研究》（石家莊：河北人民出版社，2002年）
- 劉昕等主編：《中國考試史專題論文集》（北京：高等教育出版社，1999年）
- 毛佩琦主編：《中國狀元大典》（昆明：雲南人民出版社，1999年）
- 吳宗國：《唐代科舉制度研究》（瀋陽：遼寧大學出版社，1992年）
- 閻文儒、閻萬鈞：《唐代貢舉制度》（西安：陝西人民出版社，1989年）
- 傅璿琮：《唐代科舉與文學》（西安：陝西人民出版社，1986年）
- 高明士：《隋唐貢舉制度》（台北：文津出版社，1999年）
- 荒木敏一：《宋代科舉制度研究》（京都：同朋舍，1969年）
- 賈志揚：《宋代科舉》（台北：東大圖書公司，1996年）
- 李弘祺：《宋代學校教育與科舉》（台北：聯經出版事業公司，1995年）
- 趙子富：《明代學校與科舉制度研究》（北京：燕山出版社，1995年）
- 商衍鎏：《清代科舉考試述錄》（上海：三聯書店，1958年）
- 王德昭：《清代科舉制度研究》（北京：中華書局，1984年）
- 宋元強：《清朝的狀元》（長春：吉林文史出版社，1992年）
- 趙冬梅：《武道彷徨  歷史上的武舉和武學》（北京：解放軍出版社，2000年）
- 李弘祺：〈中国科举制度：历史特征与现代功用（页面存档备份，存于）〉。
- 李弘祺：〈中国科举考试及其近代解释五论（页面存档备份，存于）〉。
- 李弘祺：〈宋代科举解额制度的政治及社会意义（页面存档备份，存于）〉。
- 劉祥光：〈宋代的時文刊本與考試文化（页面存档备份，存于）〉。
- 劉祥光：〈時文稿：科舉時代的考生必讀（页面存档备份，存于）〉。
- 朱海滨：〈宋代温州科举的兴盛及其背景（页面存档备份，存于）〉。
- 近藤一成：〈宋代科举社会的形成——以明州庆元府为例（页面存档备份，存于）〉。
- 蕭啟慶：〈元代科舉與菁英流動──以元統元年進士為中心（页面存档备份，存于）〉。
- 罗志田：〈清季科举制改革的社会影响（页面存档备份，存于）〉。
- 羅志田：〈數千年中大舉動──科舉制的廢除及其部分社會後果（页面存档备份，存于）〉。
- 罗志田：〈科举制废除在乡村中的社会后果（页面存档备份，存于）〉。
- Ichisada Miyazaki: China’s Examination Hell. Tokyo/New York 1976, ISBN 0834801043.
- John K. Fairbank: Geschichte des modernen China 1800–1985. Frankfurt am Main 1989, S. 35–40, ISBN 3423044977.
- Irma Peters: Nachwort zu Jingzi Wu, Der Weg zu den Weißen Wolken, Leipzig 1989, S. 801ff.
- Denis Crispin Twitchett: The birth of the Chinese meritocracy. Bureaucrats and examinations in T’ang China. London 1976.
- John W. Chaffee: Thorny Gates of Learning. A Social History of Examinations in Sung China. Cambridge 1985, ISBN 0521302072.
- 宮崎市定（平凡社東洋文庫、1987年） ISBN 4-582-80470-5
- 宮崎市定

（中公新書、1979年） ISBN 4-12-100015-3
（中公文庫BIBLIO、2003年） ISBN 4-12-204170-8
- 村上哲見（講談社学術文庫、2000年） ISBN 4-06-159426-5